# Tabanus bigoti
Tabanus bigoti är en tvåvingeart som beskrevs av Luigi Bellardi 1859. Tabanus bigoti ingår i släktet Tabanus och familjen bromsar. Inga underarter finns listade i Catalogue of Life.